# Arseniuro de aluminio
El arseniuro de aluminio es un compuesto de arsénico y aluminio con casi la misma constante de red del arseniuro de galio (GaAs) y arseniuro de galio-aluminio (AlxGa1-xAs) y una banda prohibida más amplia. Puede formar una superretícula con el Arseniuro de galio, convirtiéndose en semiconductor.

## Usos
Arseniuro de aluminio es un semiconductor de clase III-V. Es empleado en la fabricación de dispositivos como LEDs, aunque no tiene casi ninguna aplicación más. La preparación de cristales de alta pureza individuales, la reactividad del aluminio y la inestabilidad de los cristales cuando se exponen a la humedad ambiental, provocan que su uso sea escaso en la industria de semiconductores.
Sin embargo, existen desarrollos en su aplicación en células solares.

## Seguridad
El compuesto es estable en condiciones normales y no arde, sin embargo, ante la reacción con ácidos puede producir productos tóxicos como la arsina.
Los riesgos sobre la salud humana no han sido lo suficientemente investigados, por lo que no se dispone de datos.